# Sušak, Ilirska Bistrica
Sušak este o localitate din comuna Ilirska Bistrica, Slovenia, cu o populație de 75 de locuitori.